# Cuff Cape
Cuff Cape är en udde i Antarktis. Den ligger i Östantarktis. Nya Zeeland gör anspråk på området.
Terrängen inåt land är kuperad åt nordväst, men åt sydost är den bergig. Havet är nära Cuff Cape åt nordost. Trakten är obefolkad. Det finns inga samhällen i närheten. 